# تورد فلودکویست
تورد فلودکویست (انگلیسی: Thord Flodqvist; ۵ اوت ۱۹۲۶ – ۱۵ مارس ۱۹۸۸) ورزشکار هاکی روی یخ اهل سوئد بود.
وی در مسابقات کشوری و بین‌المللی در مجموع برندهٔ ۲ مدال طلا، ۳ مدال برنز شده‌است.